# The Twilight Zone (serie televisiva 2002)
The Twilight Zone è una serie televisiva di genere fantascientifico andata in onda tra il 2002 e il 2003. La serie è ispirata alla omonima serie televisiva del 1959, ideata da Rod Serling e che vide tra gli sceneggiatori lo stesso Rod Serling, Richard Matheson e Charles Beaumont, cui fece seguito la seconda serie che fu trasmessa dal 1985 al 1989, con due episodi basati su storie di Ray Bradbury. 

## Produzione
Dopo un tentativo fallito a causa dei bassi indici di ascolto di aggiornare il mito del telefilm prodotto nel 1994 da Richard Matheson e dalla moglie di Serling, Carol, con due film per la tv tratti da una sceneggiatura di Serling e da una di Matheson che dovevano dare inizio alla serie Twilight Zone: Rod Serling's lost classics, fu la UPN a proporre la terza serie dello show. L'attore Forest Whitaker introduceva gli episodi, 44 trasmessi in coppia nelle 22 puntate di quella che fu l'unica stagione del "revival" della serie, cancellata per i bassi indici di ascolto.
Tra gli episodi comunque degni di nota ci furono tre "aggiornamenti" di storie classiche: The eye of the beholder, The monsters are on Maple Street, e It's still a good life, il seguito della storia del bambino con tremendi poteri psichici che terrorizzava il suo villaggio e che, diventato adulto, ebbe una figlia con poteri addirittura più tremendi dei suoi (interpretato dallo stesso attore che recitava la parte del bambino, Bill Mumy. La figlia era interpretata dalla sua vera figlia, Liliana).
Tra le storie inedite: quella della Morte che decide di andare in pensione, quella della donna i cui sogni di migliorare la propria famiglia andranno al di là delle proprie aspettative, e quella di un poliziotto tormentato da telefonate dall'oltretomba. Alla fine della stagione 2002-2003, l'episodio Burned (numero 310 considerando tutte le serie dello show) concluse anche il secondo tentativo di revival della serie, a cui fece seguito un terzo nel 2019. 

## Episodi
| Stagione       | Episodi | Prima TV USA | Prima TV Italia |
| -------------- | ------- | ------------ | --------------- |
| Prima stagione | 44      | 2002-2003    | inedita         |